# アン女王の復讐号

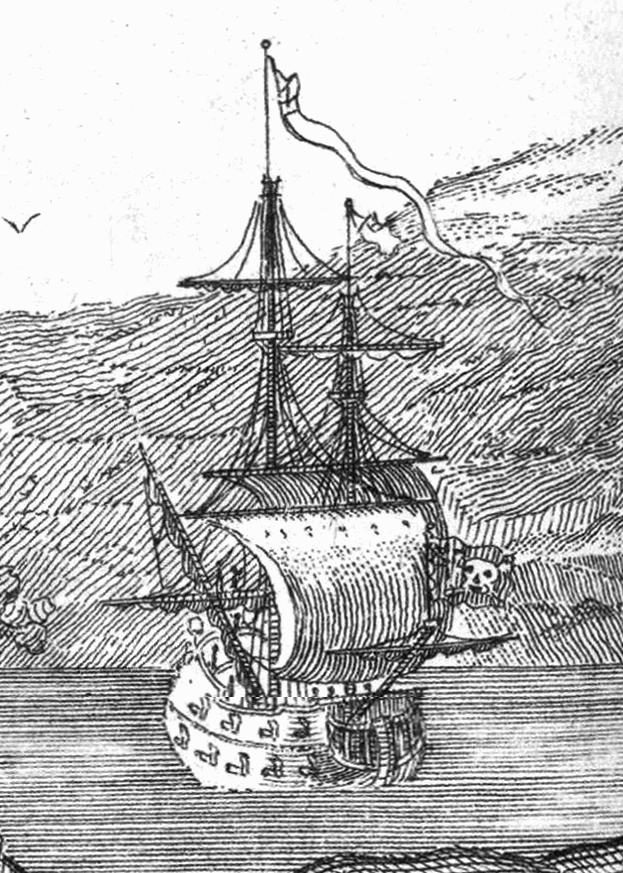
アン女王の復讐号を描いたイラスト（1736年）

アン女王の復讐号（英語: Queen Anne's Revenge、クイーン・アンズ・リベンジ）は、イングランドの海賊黒髭（エドワード・ティーチ）の旗艦として使われた海賊船。西アフリカ沿岸からカリブ海まで、広く荒らしまわった。黒髭がこの船を使用したのは1年未満であるが、黒髭艦隊の旗艦として有名である。
後述の経緯で米国ノースカロライナ州ボーフォート沖に沈んでいたが、トレジャーハンターによって1996年に沈没船として発見され、2011年に民間業者により引上げ作業が開始、2013年までに船体を引き上げる計画とされていた。結局、2014年までに大砲の一部と碇が引き上げられた。
2004年にノースカロライナ州の国家歴史登録財に登録された。船自体は No.04000148としてノースカロライナ州とモアヘッドシティの所有となっており、難破現場はノースカロライナ州によりNo.31CR314に指定されている。

## 経歴
300トンのフリゲート「コンコルド」号として、1710年にイングランドで進水した。コンコルドは1年後、フランスによって拿捕され、奴隷を含む貨物積載量を増やす改装を施された上で、輸送船「ラ・コンコルド」として奴隷貿易等に従事した。
ラ・コンコルドは1717年11月28日、奴隷の輸送のためにカリブ海を航行中、引退した海賊ベンジャミン・ホーニゴールドの後を引き継いで艦隊を率いていた黒髭に拿捕された。ラ・コンコルドは黒髭の保有する艦船よりも大型であったために、速やかに艦隊に編入されるとともに、当初から装備されていた14門の砲に加え、新たに舷側に砲門を増設し26門以上の砲と片舷あたり少なくとも4門の旋回砲を船尾楼甲板上、船首楼、そして舷側に沿って装備する改修を施され、「クイーン・アンズ・リベンジ」へと名前を変えられた。
「クイーン・アンズ・リベンジ」の名は、黒髭がイングランド海軍の一員として活躍したスペイン継承戦争がアメリカ人の間では「アン女王戦争」として知られており、そこから取ったという説や、あるいはアン女王への共感から付けられたとも言われている。
1718年5月、黒髭はサウスカロライナのチャールストン港を海上封鎖し、チャールストンに出入りする船を対象に約1週間にわたって略奪を繰り返した。封鎖後、黒髭は行政官の恩赦の申し出を拒絶し、旗下の小艦隊を率いてボーフォートの入り江に逃走した。入り江においてクイーン・アンズ・リベンジは座礁し、黒髭は各艦船により引き出そうとしたが、逆にさらに1隻（アドベンチャー号）が座礁する結果となった。このため黒髭は、小艦隊を解散させるとともに、クイーン・アンズ・リベンジの物資をより小型のリベンジ号などに移して同船を放棄した。その後、1996年に沈没船となって発見される。